# Psychoda hespersa
Psychoda hespersa és una espècie d'insecte dípter pertanyent a la família dels psicòdids que es troba a la República de Palau.